# El pasaporte
 El pasaporte  es una película de Argentina dirigida por Miguel Mirra sobre su propio guion  de 2001 que no fue estrenada comercialmente. El filme iba a ser el primer capítulo de una serie televisiva a denominarse “Cuerpos y armas” que no llegó a realizarse y tuvo como actores principales a  Ingrid Pelicori, Guillermo Chávez, Edgardo Fons y Luis Sabatini.

## Reparto
Participaron del filme los siguientes intérpretes:
- Ingrid Pelicori
- Guillermo Chávez
- Edgardo Fons
- Luis Sabatini